# M'bilia Bel
Marie-Claire Mboyo Moseka (Kinshasa, República Democrática del Congo, 10 de enero de 1959) es una cantante congoleña de rumba, soukus y música africana. Se le conoce internacionalmente como la "Reina de la rumba africana". Saltó a la fama luego de ser descubierta por San Manguana y luego por Tabu Ley Rochereau.

## Biografía
Alcanzó el éxito a una temprana edad, inspirada por su padre, quien tocaba la guitarra. Cantó en el coro de su iglesia local, en donde su talento fue notable. A los diecisiete años comenzó a actuar como corista de Abeti Masikini la "Reina de los soukous perfumados", y posteriormente con Sam Mangwana. A finales de la década de 1980, llamó la atención de Tabu Ley Rochereau, que reconoció sus dotes vocales. Rochereau la llevó a formar parte de su banda, la Orchestre Afrisa International, y se convirtió en su mentor en 1981. Como protegida de Tabu Ley, aprovechó su genio compositivo y su propia voz para producir muchos éxitos para l'Orchestre Afrisa.
En 1981 lanza su primer álbum de estudio en solitario, Eswi Yo Wapi, con la Orchestre Afrisa International. En 1982, lanzó su segunda canción con Afrisa, Mpeve Ya Longo (Espíritu Santo en kikongo), una conmovedora canción sobre el maltrato conyugal. En ella cuenta la historia de una mujer abandonada por su marido que tiene que criar sola a sus hijos.
Entre los años 80, se casó oficialmente con Tabu Ley, con quien tuvo una hija llamada Melody Tabu. En 1987 graba un nuevo álbum con el apoyo de Rochereau, antes de trasladarse a París en 1988. Allí empezó a trabajar con el guitarrista Rigo Star Bamundele y, entre 1989 y principios de 1990, realizó giras por Estados Unidos, Gran Bretaña y África Occidental. Durante este tiempo, Tabu Ley reclutó a otra artista femenina, Kishila Ngoyi (conocida como Faya Tess), para acompañar a Bel. l'Orchestre Afrisa International siguió cosechando éxitos, y su gira por Kenia, Tanzania y Ruanda dio como resultado varios álbumes de éxito.
Tras su salida de Afrisa, tanto la popularidad del grupo como la carrera en solitario de Bel experimentaron un declive. Sin embargo, regresó triunfante en 2004 con el lanzamiento de su álbum "Bellissimo" ("muy bello" en italiano). El álbum recibió excelentes comentarios.

## Carrera
El primer álbum de estudio en solitario de Bel, publicado en 1981, fue Eswi yo Wapi. El single homónimo del álbum, cuya traducción aproximada es "¿Dónde te dolió?", fue compuesto por Tabu Ley y M'bilia Bel. La canción ganó el premio a la mejor canción de 1982 en Zaire. Otras canciones del álbum, como "Lisanga ya Bambanda", de Tabu Ley, "Kelhia" y "Quelle Mechancete", de Dino Vangu, fueron grandes éxitos para Afrisa International. La popularidad de Afrisa empezó a rivalizar con la del grupo TP.OK Jazz de François Luambo. Bel se convirtió rápidamente en la principal atracción de los conciertos de Afrisa en el Congo y en todas sus giras, a menudo provocando el delirio de multitudes cuando se unía a las Rocherettes (bailarinas) en sus rutinas.

## III Festival Afrocolombiano de música Champeta
En agosto de 2010, M'bilia Bel fue invitada a participar en el Festival Afrocolombiano de Champeta en la ciudad de Cartagena de Indias, Colombia. La música champeta guarda una estrecha relación con los ritmos africanos, relación que se evidencia en la diversidad que caracteriza a la zona del Caribe colombiano.
En la costa caribe colombiana, Bel es considerada como una representante de la champeta africana y se le califica como "la reina de la champeta africana", sus canciones han sonado en ciudades como Cartagena, Barranquilla, Santa Marta, entre otros.

## Discografía

### Álbumes
| Año  | Título                  | Certificación |
| ---- | ----------------------- | ------------- |
| 1982 | Eswi Yo Wapi            |               |
| 1983 | Faux Pas                |               |
| 1984 | Loyenghe                |               |
| 1984 | Ba Gerants Ya Mabal     |               |
| 1985 | Keyna/Cadence Mudanda   |               |
| 1986 | Boya Ye                 |               |
| 1987 | Beyanga                 |               |
| 1987 | Contre Ma Volonte       |               |
| 1988 | Phénomène               |               |
| 1991 | Bameli Soy              |               |
| 1991 | Désolée                 |               |
| 1993 | Ironie (with Rigo Star) |               |
| 1997 | 8/10/Benedicta/8/10     |               |
| 1997 | Yalowa                  |               |
| 2001 | Welcome                 |               |
| 2004 | Belissimo               |               |
| 2011 | Queen                   |               |
| 2014 | Pantheon                |               |